# Медаль Победы (Япония)
Медаль Победы (яп. 戦捷記章) — японская награда, учреждённая Высочайшим указом № 406 от 17 сентября 1920 года. Одна из серии медалей Победы, учреждённых союзниками-победителями после Первой мировой войны.
Японский дизайн отличался от всех других версий тем, что не изображал богиню Нику. Эта фигура из греческой мифологии не имеет никакого отношения к японской культуре, поэтому вместо неё изображение Такэмикадзути, бога меча в японской мифологии.

## Критерии награждения
Согласно указу об учреждении, медалью награждали военнослужащих, принимавших участие в боях с 23 августа 1914 года по 9 января 1920 года.
На медали стоит дата «1920», поскольку действия Японии в Сибири во время гражданской войны продолжались и после окончания войны в Европе в 1918 году.

## Описание награды
Медаль была разработана Масакити Хата (1882—1966) и изготовлена Монетным двором Японии в Осаке в 1920-х годах.

### Медаль
Медаль представляет собой бронзовый диск диаметром 36 мм с гладким краем, на котором нанесены:
- На аверсе японское божество Такэмикадзути, держащее в руках палку.
- На реверсе в центре земной шар, окруженный рядом бусин, наложенный на цветок сакуры с пятью лепестками, на каждом лепестке изображён флаг с японским иероглифом, представляющий одну из основных союзных стран: Италию, Францию, США, Великобританию и Японию, другие иероглифы ниже переводятся как «и другие объединённые и союзные нации»[4]. На внешней стороне цветка, по краю, надпись «Великая война в защиту цивилизации, Тайсё III года (1914 г.) по Тайсё IX года (1920 г.)».

### Лента
Лента шириной 37 мм выполнена в цветах двух радуг, с красной полосой в центре и фиолетовыми по бокам, как и у других союзных стран, учредивших медаль.

### Шкатулка для хранения
Медаль поставляется со шкатулкой из пробкового дерева, на крышке которой золотыми буквами напечатаны четыре знака, обозначающие победу в Великой войне. Внутри коробки выемка из белого бархата.